# Tóth László (költő)
Tóth László (Budapest, 1949. szeptember 26. –) József Attila-díjas (1994) magyar költő, író, műfordító, szerkesztő.

## Élete
Varga Géza és Varga Filoména gyermekeként született. Nevelőapja Tóth Béla 15 éves korában örökbefogadta.
Édesapja halála után Izsára költöztek. 1954-1986 között Csehszlovákiában élt, Komáromban érettségizett 1967-ben.  Közben 1969-1975 között a Csallóköz, 1975-1981 között az Irodalmi Szemle újságírója, szerkesztője volt. 1983-1985 között a komáromi Magyar Területi Színház dramaturgja volt. 1986-ban visszatért Magyarországra. 1992-1993 között a Széphalom Könyvműhely kiadóvezetője valamint a Világszövetség szerkesztője volt. 1994-től az Iskolakultúra olvasószerkesztője. 1997-2000, majd 2002–2004 között a Kalligram Könyvkiadó budapesti irodavezetője volt.
1990-ben Regio címmel kisebbségtudományi lapot, 1998-ban Ister néven könyvkiadót alapított, melyeknek ügyvezetője is. 2005-től újból Szlovákiában él. 2011-től a pozsonyi Irodalmi Szemle főszerkesztője.

## Művei
- A hangok utánzata (versek, 1971)
- Ithakából Ithakába (versek, 1975)
- Átkelés (versek, 1977)
- Ákombákom (mese, 1980)
- Megközelítés (antológia, Kulcsár Ferenccel, 1980)
- Vita és vallomás (interjúk, 1982)
- Az áldozat (dráma, 1982)
- Istentelen színjáték (versek, 1983)
- A mullók városa (meseantológia, 1983)
- Gyújtópont (versantológia, 1984)
- Ötödik emelet, avagy Egy éden bugyrai (versek, 1985)
- Lyuk az égen (gyermekversek és mesék, 1985)
- Hogyan kell repülni? (mese, 1986)
- Éjjelenként a semmivel, avagy A tett nélküli színhelyek (válogatott és új versek, 1987)
- Szélén az országútnak. Csehszlovákiai magyar költők, 1919-1989 (válogatás, utószó, 1990)
- Mint fészkéből kizavart madár... A hontalanság éveinek irodalma Csehszlovákiában 1945-1949. (szerkesztette Molnár Imrével, 1990)
- A szélördög (népmeseválogatás, 1991)
- Párhuzamok, kitérők (esszék, tanulmányok, 1991)
- A megértés nehézségei. Komárom-Esztergom megyei pályakezdő költők. (1992)
- Tudósítás egy ország elvesztéséről. Csehszlovákiai magyar elbeszélők 1919-1989. (válogatta, szerkesztette, utószó, jegyzetek, 1992)
- Elfeledett évek (esszék, cikkek, 1993)
- Hármaskönyv (versek, 1994)
- Nyomkereső (irodalomtörténeti vázlat és olvasókönyv, Bodnár Gyulával, 1994)
- Minden olyan furcsa (gyermekversek, 1995)
- Próbafelvételek a (cseh)szlovákiai magyar irodalomról és művelődésről (esszék, tanulmányok, Filep Tamás Gusztávval, 1995)
- Fókusz 1970–1995 (1995)
- Harangzúgásban, avagy A hús bohóca (válogatott versek, 1996)
- Szó és csend. Tizenegy beszélgetés. Csiki László, Fodor András, Géczi János, Kukorelly Endre, Petőcz András, Somlyó György, Tornai József, Tőzsér Árpád, Vasadi Péter, Vörös István, Zalán Tibor; JAMK–Új Forrás Szerk, Tatabánya, 1996 (Új Forrás könyvek)
- “...miként hajdan az apostolok". A komáromi magyar színjátszás története a kezdetektől 1945-ig (1997)
- Déryné nyomában. A komáromi magyar színjátszás története 1945-től napjainkig (1998)
- Ötven tükör (válogatott versek, 1999)
- Köz-művelődés-történet (tanulmányok, 2000)
- A Zöld Vadász (népmese-feldolgozások, 2002)
- Átváltozás, avagy az „itt" és az „ott" (összegyűjtött versek és értelmezések 1967–2003, 2003)
- A boszorkány porszívója (meseregény, 2004)
- Lapszél (esszék, vallomások, 2005)
- A próbára tett királyfi (népmese-feldolgozások, 2006)
- Hatszemközt, avagy Korbúcsúztató – anno 1989. Nyolc beszélgetés szlovák és szlovákiai magyar írókkal egy rendszer végóráiban. (2006)
- Az elvarázsolt varázsló (régi-új mesék, történetek, 2007)
- Magyar népmesék (Erdélyi János nyomán, 2007)
- Kötélen, avagy Amint az ég... (versek, 2008)
- Varázslatos mesék Napkeletről (mesefeldolgozások, Soós Tamás fordításai nyomán, 2008)
- Ma Isten maga..., avagy Változatok a teremtésre (válogatott versek, 1968–2008, 2009)
- Egy öngyűjtő feljegyzései, avagy Eszmék, rögeszmék, toposzok (esszék, futamok, 2009)
- Tóth László legszebb versei (2010)
- Hontalanok. Dokumentumok a csehszlovákiai magyarság történetéhez 1945-1948/1949; Kalligram, Pozsony, 2014
- A szövegember. Az elmúlt idő nyomában; Vámbéry Polgári Társulás, Dunaszerdahely, 2014
- Az ellopott nagymama és további régi-új mesék; Kalligram, Pozsony, 2015
- Határsértők. Önarckép – másokban 1. Az emlékezet merevlemezéről I.; Gondolat, Bp., 2015
- ...nagy haszna a Teátromnak. Régi s új színháztörténeti dolgozatok Komárom és Pozsony múltjához; Gondolat, Bp., 2016
- Simon Attila–Tóth László: Kis lépések nagy politikusa. Szent-Ivány József, a politikus és művelődésszervező; Történelemtanárok Társulása–Fórum Kisebbségkutató Intézet, Somorja, 2016
- Wittgenstein szóvivője; Gondolat, Bp., 2018
- Megkötni az időt. Válogatott beszélgetések írókkal, 1977–2010; Vámbéry Polgári Társulás, Dunaszerdahely, 2019
- A guillotine nyílása, avagy Élet és irodalom. Széljegyzetek elszelelt napokhoz, évekhez, 2003–2019; Gondolat, Bp., 2019
- Rossz napok, 2023

## Műfordításai
- O. Zahradník: Apróhirdetés (színmű, Pozsony, 1978)
- J. Pavlovič: Lenke kecske mesekönyve (mesék, Pozsony, 1982)
- J. Tibenský: A királynő könyvtárosa (monográfia, Pozsony, 1985)
- L. Feldek: Ennivaló nagynéni (komédia, Pozsony, 1985)
- J. Čarek: Színes világ (leporelló, Pozsony, 1985)
- M. Holub: Interferon avagy a színházról (versek, Vörös Istvánnal, Budapest, 1997)
- St. J. Lec: Fésületlen gondolatok (aforizmák, Budapest, 2000)
- Vl. Holan: Falak (versek Csehy Zoltánnal, Polgár Anikóval, Tőzsér Árpáddal, Vörös Istvánnal, Pozsony 2007)
- Hat nyúl egy zsákban (szlovák népi találós kérdések, 2009)

## Díjai
- A Szlovák Irodalmi Alap Jutalma (1975, 1977)
- Győry Derzső jutalom (1986)
- Soros-ösztöndíjas (1986, 1992, 1998)
- Fábry Zoltán-díj (1992)
- Bibliotheca Hungarica-díj (1994)
- IRAT-nívódíj (1995)
- Esterházy János Emlékérem (1996)
- Artisjus irodalmi díj (1996)
- Forbáth Imre-díj (2004)
- Péterffy Vilmos-díj (2010)
- Nagy Gáspár Irodalmi és Művészeti Díj (2015)
- 2021 Turczel Lajos-díj[4]
- A Magyar Érdemrend lovagkeresztje (2022)

## Külső hivatkozások
- Szlovákiai Magyar Adatbank
- Kortárs magyar írók